# Just Wanna Rock
«Just Wanna Rock» — песня американского рэпера Lil Uzi Vert. Она была выпущена как первый и единственный сингл с третьего студийного альбома Pink Tape (2023) на лейблах Atlantic Records и Generation Now 17 октября 2022 года. Спродюсированная MCVertt и Synthetic песня обрела популярность на платформе TikTok.

## Содержание
«Just Wanna Rock» — динамичная Jersey club-песня. Издание Stereogum отмечает, что на треке «Узи отчаянно поёт под синтетический, тошнотворный скоростной бит». Песня включает в себя тяжёлый инструментал в стиле дрилл с одним коротким куплетом и припевом, чуть громче шёпота.

## Музыкальное видео
Официальное музыкальное видео было снято в Нью-Йорке и выпущено 18 ноября 2022 года. Его снял Gibson Harazard. В видео присутствуют блогеры Кай Сенат и Fanum, а также филадельфийский рэпер 2Rare и Дрю Джизи, популяризировавшие танец, сопутствующий песне.

## Появления
Рэпер исполнил эту песню на двух телевизионных мероприятиях: 2023 Kids 'Choice Awards в марте того же года, а также на WrestleMania 39 в следующем месяце.
Ремикс-версия песни была использована в первом трейлере фильма «Синий Жук».

## Чарты
| Чарт (2022–2023)                      | Высшая позиция |
| ------------------------------------- | -------------- |
| Австралия (ARIA)                      | 39             |
| Канада (Billboard Canadian Hot 100)   | 20             |
| Германия (GfK)                        | 91             |
| Мир (Billboard Global 200)            | 26             |
| Венгрия (Single Top 40)               | 30             |
| Ирландия (IRMA)                       | 23             |
| Латвия (LAIPA)                        | 11             |
| Литва (AGATA)                         | 17             |
| Нидерланды (Single Tip)               | 3              |
| Новая Зеландия (Recorded Music NZ)    | 36             |
| Португалия (AFP)                      | 85             |
| ЮАР (RISA)                            | 86             |
| Швейцария (Schweizer Hitparade)       | 70             |
| Великобритания (UK Singles Chart)     | 30             |
| Великобритания (UK R&B Chart)         | 15             |
| США (Billboard Hot 100)               | 10             |
| США (Billboard Hot R&B/Hip-Hop Songs) | 5              |
| США (Billboard Mainstream Top 40)     | 29             |
| США (Billboard Rhythmic)              | 3              |

## Сертификации
| Регион                                                                      | Сертификация  | Продажи   |
| --------------------------------------------------------------------------- | ------------- | --------- |
| Австралия (ARIA)                                                            | Платиновый    | 70 000    |
| Канада (Music Canada)                                                       | 2× Платиновый | 160 000   |
| Польша (ZPAV)                                                               | Золотой       | 25 000    |
| Португалия (AFP)                                                            | Золотой       | 5000      |
| Великобритания (BPI)                                                        | Серебряный    | 200 000   |
| США (RIAA)                                                                  | 2× Платиновый | 2 000 000 |
| Данные о продажах + прослушиваниях приведены только на основе сертификации. |               |           |